# Comines, Nord
Comines (tiếng Hà Lan: Komen) là một xã của tỉnh Nord, thuộc vùng Hauts-de-France, miền bắc nước Pháp.